# 梳膜

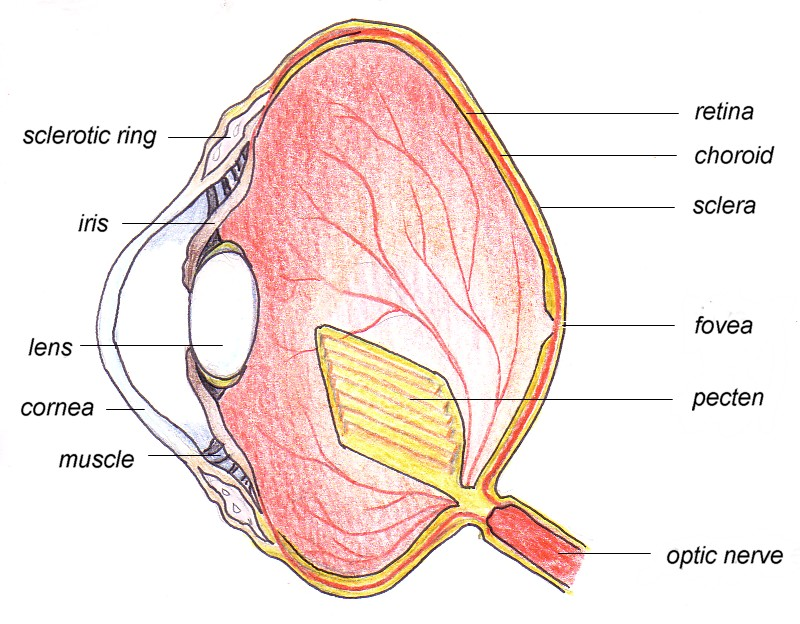
此圖顯示了梳膜在鳥類眼球的位置

梳膜（pecten或pecten oculi）為位在鳥類眼球脈絡膜部位的梳狀結構血管。梳膜並非受器，其帶著色素的結構由視神經進入眼球的位置延伸至玻璃體中。梳膜被認為有提供視網膜養分及控制玻璃體酸鹼值的功能。有些鳥類及爬蟲類的眼球有梳膜的構造。
在其他脊椎動物的眼球中，血管位於視網膜前方，造成部份影像的模糊。梳膜有助大幅減少視網膜的血管數量，因此提昇了老鷹等鳥類的視力。

## 外部連結
- Electron microscopy photos （页面存档备份，存于） of the pecten in the black kite (Milvus migrans)